# Ласарте, Мартин
Марти́н Берна́рдо Ласа́рте Арро́спиде (исп. Martín Bernardo Lasarte Arróspide; род. 20 марта 1961, Монтевидео, Уругвай) — уругвайский футболист и футбольный тренер.

## Биография
Мартин Ласарте родился в Монтевидео, в семье испанского отца, эмигрировавшего из страны Басков, и уругвайской матери.
В Уругвае выступал за «Рентистас», «Сентраль Эспаньол», «Рамплу Хуниорс», «Насьональ» и «Дефенсор Спортинг», выиграв c ним Кубок Либертадорес 1988, а также последующий Межконтинентальный кубок.
В 2016 году в качестве главного тренера выиграл с «Насьоналем» третий титул чемпиона Уругвая. В 2017 году привёл свою команду к победе в Турнире Интермедиа.

## Титулы и достижения
В качестве игрока
- Обладатель Кубка Либертадорес (1): 1988
- Обладатель Межконтинентального кубка (1): 1988

В качестве тренера
- Победитель Второго дивизиона Уругвая (1): 2004
- Чемпион Уругвая (3): 2005, 2005/06, 2016
- Победитель Второго дивизиона Испании (1): 2009/10
- Чемпион Чили (1): Ап. 2014
- Обладатель Кубка Чили (1): 2015
- Обладатель Суперкубка Чили (1): 2015
- Победитель Турнира Интермедиа (1): 2017
- Чемпион Египта (1): 2019